# Glænø
Glænø er en dansk ø der ligger 10 km sydøst for Skælskør mellem Karrebæksminde Bugt og Basnæs Nor. 
Glænø er 5,6 km² stor og har 37 beboere (2024). Øen er forbundet med fastlandet (Sjælland) med en dæmning på omkring 100 m.
De centrale dele af øen er opdyrket, men ud mod kysten findes en række vådområder, hvor der er mange fugle, deriblandt mange klyder. Derudover er disse arealer rasteplads for en række trækfugle. Glænø  er en del af  Natura 2000-område nr. 162 Skælskør Fjord og havet og kysten mellem Agersø og Glænø og er også ramsarområde. og indgår i Holsteinborg Nor Vildtreservat.
Sagnet fortæller at Glænøs søsterø "Vænø" er sunket ned i havet og venter på den andens undergang. Når havet er stille skal man kunne skimte Vænøs græsgange i dybet og kirkeklokken kan høres fra havbunden.
Maleren Knud Kyhn malede tit på Glænø.